# Рашевская, Серафима Евгеньевна
Серафима Евгеньевна Рашевская (в девичестве — Воронова) (22 мая 1925 — 8 февраля 2000) — передовик советского сельского хозяйства, звеньевая семеноводческого колхоза «Союз строителей» Ояшинского района, Новосибирской области, Герой Социалистического Труда (1949).

## Биография
Родилась 22 мая 1925 года в селе Балта укрупнённой Болотнинской волости Томского уезда Томской губернии в русской крестьянской семье. Завершила обучение в школе. После окончания школы трудоустроилась работать в колхозе «Союз Строителей» села Балта. Работала в Великую Отечественную войну в сельском хозяйстве.
Вскоре была назначена звеньевой полеводческой бригады. Укомплектовала своё звено и стала упорно трудиться. Трудилась самоотверженно, перевыполняла план народно-хозяйственного развития.
В 1948 году её звено сумело получить высокий урожай льна. Волокна было получено 6,3 центнера с гектара, а семян 6,4 центнера с гектара на площади 5 гектаров.
Указом Президиума Верховного Совета СССР от 20 марта 1949 года за получение высоких показателей в сельском хозяйстве и рекордные показатели во время уборки урожая Серафиме Евгеньевне Вороновой (в замужестве — Рашевской) было присвоено звание Героя Социалистического Труда с вручением ордена Ленина и золотой медали «Серп и Молот».
До 1952 года работала в совхозе, после чего развелась с мужем и по приглашению знакомых уехала на постоянное место жительство в Петропавловск-Камчатский. Работала продавцом, доросла до управляющей гастрономом.
Последние годы жизни проживала в Петропавловске-Камчатском.
Умерла 8 февраля 2000 года. Похоронена на городском кладбище.

## Награды
За трудовые успехи была удостоена:
- золотая звезда «Серп и Молот» (20.03.1949)
- два ордена Ленина
- другие медали.